# Disa cernua
Espèce
Statut CITES
Disa cernua est une espèce de la famille des Orchidaceae.C'est une espèce que l’on trouve en Afrique du Sud, dans les provinces du Cap-Oriental et du Cap-Occidental,.  C’est un géophyte tubéreux.

## Répartition
Ayant besoin du feu pour fleurir et pousser dans des endroits marécageux, il est connu dans neuf localités et est répertorié comme vulnérable en raison de la perte d’habitat et de l’invasion de plantes exotiques. Des populations saines n’existent que dans trois localités, dont une seule, Cape Point, est officiellement protégée.

## Systématique
Le nom correct complet (avec auteur) de ce taxon est Disa cernua (Thunb.) Sw..
L'espèce a été initialement classée dans le genre Satyrium sous le basionyme Satyrium cernuum Thunb..
Disa cernua a pour synonymes :
- Disa physodes Thunb.
- Disa prasinata Ker Gawl.
- Disa prasinata KerGawl.
- Monadenia cernua (Thunb.) T.Durand & Schinz
- Monadenia inflata Sond.
- Monadenia prasinata (Ker Gawl.) Lindl.
- Satyrium cernuum Thunb.